# Pellorneum albiventre
La tordina golipinta (Pellorneum albiventre) es una especie de ave paseriforme de la familia Pellorneidae propia del este de la región indomalaya.

## Distribución y hábitat
Se encuentra en las montañas del este de Bangladés, Birmania, Bután, noreste de la India, sur de China y Vietnam. Su hábitat natural son los bosques húmedos montanos.